# Língua penrhyn
A língua Penrhyn ou Mangarongaro, Penrhynese, Tongareva é uma variante dialetal da língua maori das Ilhas Cook, Nova Zelândia falada por cerca de somente 200 pessoas na ilha Penrhin e em outras menores nas proximidades. É considerada uma língua ameaçada de língua extinta, pois muitos de seus usuários estão mudando para 0 Maria das Cook e o inglês.

## Alfabeto
Como ocorre com muitas línguas polinésias, a língua Penrhyn tem uma fonologia limitada e usa poucas letras do alfabeto latino quando é escrita.
A, E, H, I, K, M, N, Ng, O, P, R, T, U, V
As vogais longas são representadas com mácron.